# Isdera
ISDERA，或译作鹰兹，历史上是一家德国小批量定制化超级跑车制造商，现总部位于中国上海，隶属于星晖汽车集团，并在美国设立有子公司。
Isdera品牌成立於1982年。历史上曾经推出过诸如Imperator 108i, Commendatore 112i 等由Eberhar Schulz先生精心设计的小批量超跑。
2017年，Isdera与威马汽车建立合作伙伴关系。该合作随2020年威马汽车财务危机而终止。
2021年，中国财团星晖汽车科技（海南）有限公司全资收购了ISDERA品牌。